# 885
Раннє Середньовіччя •  Епоха вікінгів •  Золота доба ісламу •  Реконкіста

## Геополітична ситуація
У Візантії триває правління Василя I Македонянина. Каролінзька імперія востаннє об'єднана Карлом III Товстим, але реальна влада належить уже не королю, а грандам. Північ Італії належить Італійському королівству під владою франків, середню частину займає Папська держава, герцогства на південь від Римської області незалежні, деякі області на півночі та на півдні належать Візантії, інші окупували сарацини. Піренейський півострів, окрім Астурійського королівства та Іспанської марки, займає Кордовський емірат. Північну частину Англії захопили дани, на півдні править Вессекс. Існують слов'янські держави: Болгарське царство, Велика Моравія, Приморська Хорватія, Київська Русь.
Аббасидський халіфат очолює аль-Мутамід, халіфат втрачає свою могутність. У Китаї править династія Тан. Значними державами Індії є Пала, Пратіхара, Чола. В Японії триває період Хей'ан. На північ від Каспійського та Азовського морів існує Хозарський каганат.
На території лісостепової України в IX столітті літописці згадують слов'янські племена білих хорватів, бужан, волинян, деревлян, дулібів, полян, сіверян, тиверців, уличів. Утворилася Київська Русь. У Північному Причорномор'ї співіснують різні кочові племена, зокрема хозари, алани, тюрки, угри, кримські готи. Херсонес Таврійський належить Візантії.

## Події
- Карл III Товстий стратив вождя вікінгів Готфріда за порушення обітниці. Король очистив Фризію, але його похід на Левен зазнав невдачі.
- 25 листопада данські вікінги почали облогу Парижа.
- Розпочався понтифікат Стефана V.
- Після смерті Мефодія у Великій Моравії під тиском франків розпочалося переслідування слов'янської мови як літургійної. Учні Мефодія, зокрема Климент, змушені втікати в Болгарію, Македонію, Далмацію.
- Гі III Сполетський здобув перемогу над сарацинами при Гарільяно.
- Ашот І Великий був проголошений царем Вірменії з дозволу халіфа.

## Народились
- 18 січня — Дайго, 60-й імператор Японії (†930)

## Померли
- Папа римський Адріан III
- 6 квітня — Мефодій з Салонік, слов'янський просвітитель та проповідник християнства